# Jérôme Neuville
Jérôme Neuville est un coureur cycliste français, pistard et routier, né le 15 août 1975 à Saint-Martin-d'Hères dans l'Isère.
Il a également été cycliste routier professionnel dans les rangs des équipes Crédit agricole (1999 à 2001) et Cofidis (2002). Il a participé à quatre reprises aux Jeux olympiques : en 1996 à Atlanta, en 2000 à Sydney, en 2004 à Athènes et en 2008 à Pékin.

## Palmarès sur piste

### Jeux olympiques
- Sydney 2000
  - 4e de la poursuite par équipes
- Athènes 2004
  - 7e de la poursuite par équipes
- Pékin 2008
  - 7e de l'américaine

### Championnats du monde
- Perth 1997
  -  Médaillé de bronze de la poursuite par équipes
- Berlin 1999
  -  Médaillé d'argent de la poursuite par équipes
- Manchester 2000
  -  Médaillé de bronze de la poursuite par équipes
- Anvers 2001
  -  Champion du monde de l'américaine (avec Robert Sassone)
- Ballerup 2002
  -  Champion du monde de l'américaine (avec Franck Perque)
- Stuttgart 2003
  -  Médaillé de bronze de la poursuite par équipes
- Bordeaux 2006
  -  Champion du monde de scratch

### Coupe du monde
- 1996
  - 2e de la poursuite individuelle à Cali (Colombie)
- 1997
  - 3e de la poursuite par équipes à Athènes (Grèce)
- 1998
  - 1er de la poursuite par équipes à Cali (avec Fabien Merciris, Damien Pommereau et Andy Flickinger)
- 2003
  - 2e de la poursuite individuelle au Cap (Afrique du Sud)
  - 3e de l'américaine à Aguascalientes (Mexique)
- 2004-2005
  - 1er du scratch à Manchester
  - 1er de l'américaine à Manchester (avec Andy Flickinger)
- 2007-2008
  - 1er de l'américaine à Pékin (avec Christophe Riblon)

### Championnats d'Europe
- 1996
  -  Champion d'Europe de l'omnium à Valence (Espagne)
- 1997
  -  Champion d'Europe de l'omnium à Moscou (Russie)

### Championnats de France
- 1996
  - 3e de la poursuite individuelle
- 1997
  -  Champion de France de l'américaine (avec Andy Flickinger)
  - 2e de la poursuite individuelle
- 1998
  - 3e de la poursuite individuelle
- 1999
  -  Champion de France de l'américaine (avec Andy Flickinger)
  - 3e de la poursuite individuelle
- 2000
  - 2e de la poursuite individuelle
- 2001
  -  Champion de France de poursuite individuelle
- 2002
  - 2e de la poursuite individuelle
- 2003
  -  Champion de France de poursuite individuelle
  -  Champion de France de l'américaine (avec Nicolas Reynaud)
- 2005
  -  Champion de France de l'américaine (avec Laurent D'Olivier)

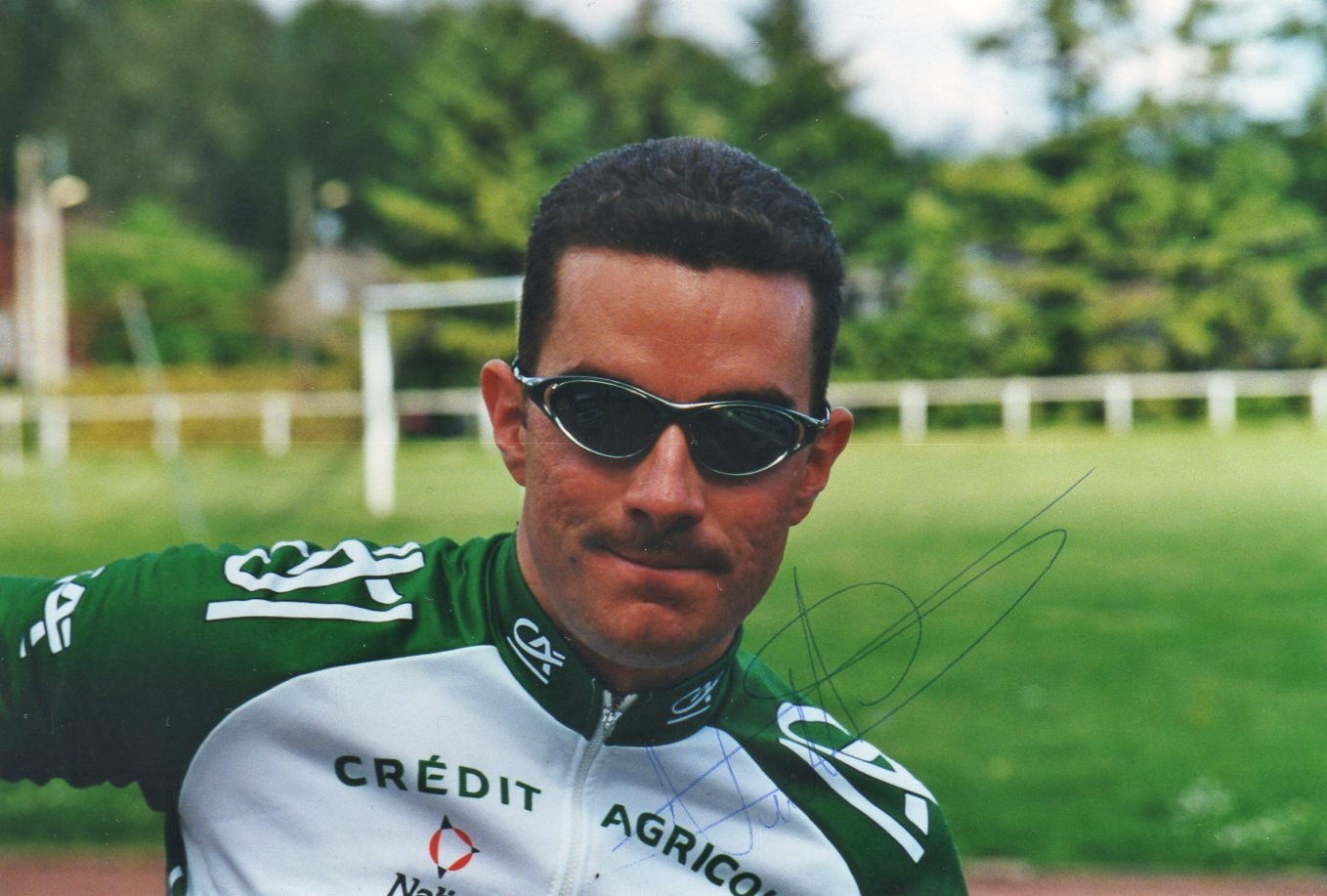
Critérium de Lèves 2000

## Palmarès sur route
- 1996
  - Grand Prix de Charols
- 1998
  - Ronde des Pyrénées
  - Duo normand (avec Magnus Bäckstedt)
- 2004
  - 1re étape du Tour de la Creuse (contre-la-montre par équipes)
- 2005
  - Tour de l'Enclave
  - 2e de la Ronde du Canigou